# فيك هووكس
فيك هووكس (بالإنجليزية: Vic Hooks)‏ هو لاعب كرة قدم بريطاني في مركز الهجوم، ولد في 4 يوليو 1955 في بلفاست في المملكة المتحدة. لعب مع غريمسبي تاون.